# Sirusho Harutiunjan

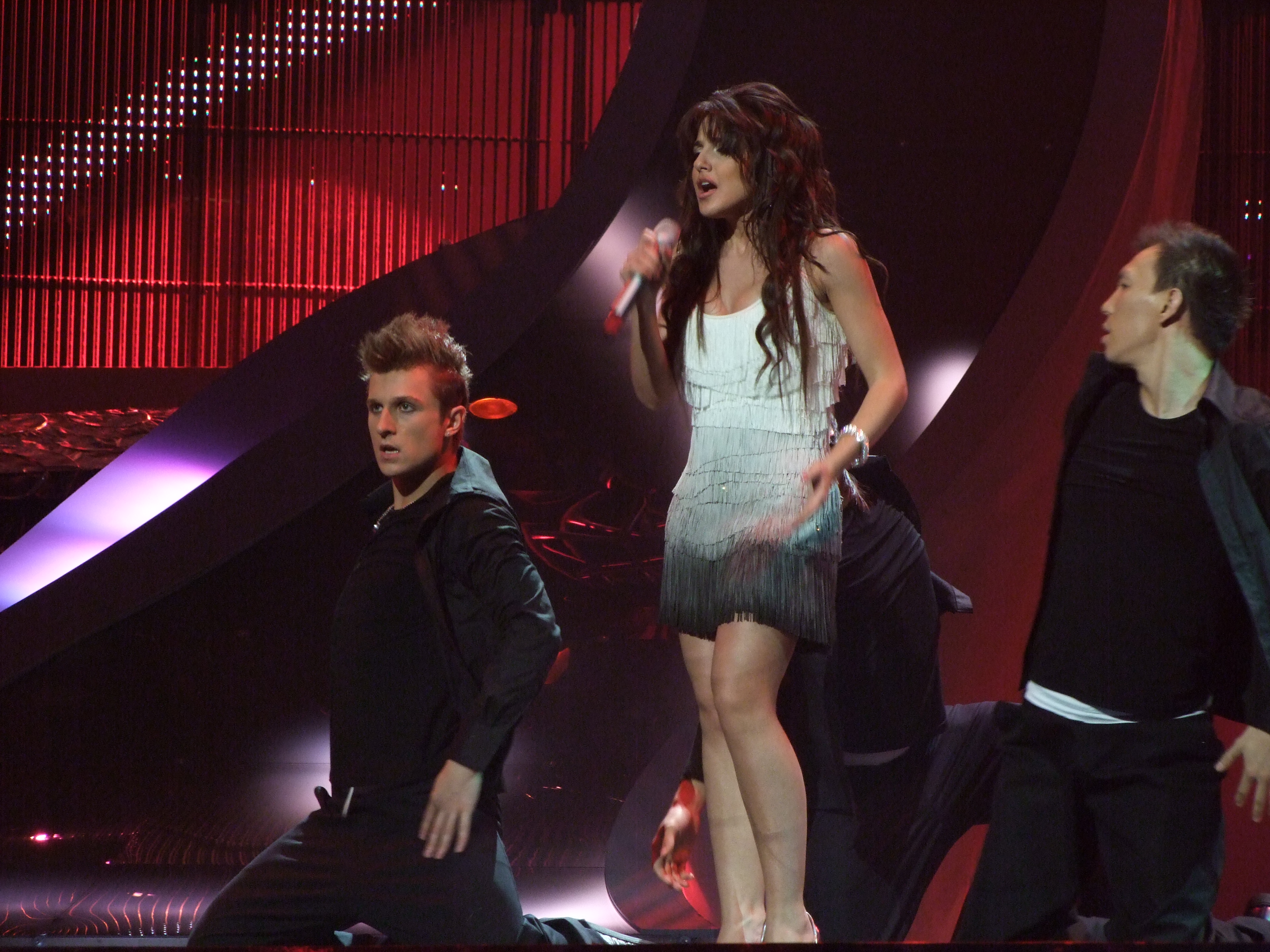
Sirusho i semifinalen av Eurovision Song Contest 2008

Siranush Harutyunyan (armeniska: Սիրանուշ Հարությունյան, Siranowsj Harowtiownjan eller Սիրուշո, Sirowsjo), född 7 januari 1987 i Jerevan i Armenien, är en armenisk sångerska och låtskrivare mer känd under sitt artistnamn Sirusho. Hon är dotter till artisten Susan Margarjan.
Sirusho, som studerat vid universitetet i Jerevan, är en populär artist i sitt hemland där hon släppte sitt första album 1999. Hon har givit konserter i Kanada, USA, Belgien, Grekland, Polen, Georgien, Iran, Ryssland, Syrien och Jordanien. 2008 representerade hon Armenien i Eurovision Song Contest i Belgrad, Serbien med låten Qélé Qélé. Hon tog sig till final från den andra semifinalen. I finalen kom hon på fjärdeplats med 199 poäng.

## Diskografi

### Album
- 2000 – Sirusho
- 2005 – Sheram
- 2007 – Hima
- 2010 – Havatum Em
- 2016 – Armat

### Singlar
- 2005 - "Shorora"
- 2005 - "Sery mer"
- 2006 - "Mayrik"
- 2006 - "Heranum em"
- 2007 - "Hima"
- 2007 - "Arjani e" (med Sofi Mkheyan)
- 2007 - "Mez Vochinch Chi Bajani"
- 2008 - "Qélé, Qélé"
- 2009 - "Erotas"
- 2009 - "Time to Pray" (med Boaz Mauda och Jelena Tomašević)
- 2010 - "Havatum Em"
- 2011 - "I Like It"
- 2012 - "PreGomesh"